# تيزي نتارقتين
تيزي نتارقتين من أكبر القرى في منطقة ايت عبد الله ومنطقة آيت توفاوت في المغرب. حيت تتميز بوجودها في منطقة جبلية ذات تضاريس وعرة. تبعد قرية تيزي نتارقتين عن بلدة تافراوت بحوالي 25 كلم. كما تبعد عن سوق آيت عبد الله بحوالي 18 كلم، وتبعد عن لخميس اداوگنيضيف 20 كلم، كما تقع هذه الأخيرة في منطقة إستراتيجية. ولعل هذا هو سبب اختيار الأجداد لهذه المنطقة بالضبط، وهو لتوفر الكلأ والماء ولعوامل الآمان أيضاً.
جاء سكان تيزي من مختلف مناطق سوس ماسة والشئ الذي دفعهم إلى مغادرة ديارهم الأصلية هي سنوات الجفاف التي توالت عليهم؛ جاء دلك تزامناً مع الاستعمار الفرنسي للمغرب. كان سكان تيزي آنداك عبارة عن آسر تبحث عن مكان آمن، بعيداً عن الاستعمار والقتل.
شهدت قرية تيزي بعد الاستعمار توالي سنوات الجفاف كما قال بعض المحدثين القدامى...هذا ما يبين لنا أن قرية تيزي تعاني من ندرة في المياه منذ عقود.
من المشكلات التي تعاني منها القرية ندرة المياه وبطء العمل في مشروع تزويد الساكنة بالماء الصالح للشرب. ومن جانب آخر يجب أن نصحح ما يجب تصحيحه في الأعراف والتقاليد طبعاً باستشارة فقهاء، حيث نجد أن بعض الكبار في السن يحملون معتقدات خاطئة عن الدين الإسلامي كالاستنجاد بالأولياء إلى غير ذلك. من جهة ثانية هنالك بعض الخوارج أو ما يسمون أنفسهم بالإخوان المسلمين الذين ينشرون الفكر الشيعي في تيزي.